# 虹から虹へ
『虹から虹へ(にじからにじへ)』は、ヒカシューの17枚目のアルバム。2021年12月8日にMAKIGAMI RECORDSより発売。
制作時期は前作の『なりやまず』よりも前である。ジャケットは、逆柱いみりによる虫の絵。

## 収録曲
全作詩:巻上公一
1. 大らかな予感(Vague Premonition)
  - 作曲:巻上公一
2. LA LA WHAT
  - 作曲:三田超人
3. チンピーシーとランデヴー(Chim-pi-si and Rendezvous)
  - 作曲:坂出雅海
4. 人生の嘘(The Lie of Life)
  - 作曲:ヒカシュー
5. 東京辺りで幽体離脱(Astral projection around Tokyo)
  - 作曲:三田超人
6. とびむしのごちそう(Flying insect feast(Geosmin))
  - 作曲:ヒカシュー
7. 残念なブルース(Unfortunate Blues)
  - 作曲:三田超人
8. 夢見ているかい？(Are you dreaming?)
  - 作曲:坂出雅海
9. 濃厚な虹を跨ぐ(Straddle a Thick Rainbow)
  - 作曲:ヒカシュー
10. 門外不出(Hidden Treasures)
  - 作曲:坂出雅海
11. 又々木の股から(Born from the crotch of a tree(Lost sense of humanity))
  - 作曲:ヒカシュー

## 楽曲解説
特記事項なき限り、出典は動画「ヒカシュー『虹から虹へ』を聞く」。
LA LA WHAT
『うわさの人類』のデモテープ制作時に作られた曲。三田超人が同名の詩をもとに曲を作り、巻上公一はそれに合わせて詩を書き直した。
チンピーシーとランデヴー
坂出雅海曰く、「間奏部分はまだアレンジが終わっていなかったが、三田超人のギターによって道が開けた」という。
大らかな予感
人生の嘘
上記の二曲はインストだが、歌詞カードには詩が書いてある。
東京辺りで幽体離脱
纐纈雅代のサックスの録音はリモートで行われたが、巻上公一はヘッドフォンをしておらず、サックスの音しか聞いていないのにOKを出した。
とびむしのごちそう
巻上公一は、「三田超人のギターがかっこいい」と評価したが、三田超人本人は「この曲を演奏していた時はなにも覚えていない」という。歌詞カードには書き取りがある。
残念なブルース
巻上公一は、「ブルースの詩を書こうとしたが、ブルースは当時の黒人の生活から生まれたものであるから、そんな詩は書けない」と言った。
夢見ているかい？
最後の部分は、坂出雅海曰く、「清水一登のキーボードが面白いのでどこで切ればいいのか分からなかった」らしい。
門外不出
メロトロンの音が入っている。イギルというトゥバ共和国の楽器が使われている。巻上公一は、「日本とシベリア、いろんな地域をつなげる歌を作りたかった」と語った。
又々木の股から
スタジオに入って一番最初に録音した曲。

## 参加ミュージシャン
ヒカシュー
- 巻上公一 -ボーカル、テルミン、コルネット、尺八、口琴、ウクレレ、イギル、ディジュリドゥ
- 三田超人 -ギター
- 坂出雅海 -エレクトリックベース
- 清水一登 -ピアノ、シンセサイザー
- 佐藤正治 -ドラムス

ゲスト
- もも -ボーカル(#3)
- 纐纈雅代 -アルト・サクソフォーン(#5)